# Gul nunneört
Gul nunneört (Pseudofumaria lutea) är en art i familjen vallmoväxter.
Gul nunneört finns inte naturligt i Sverige men odlas ganska mycket som prydnadsväxt och finns förvildad här och där i södra halvan av landet.